# Chlorid kademnatý
Chlorid kademnatý je anorganická sloučenina chloru a kadmia se vzorcem CdCl2. Za běžných podmínek se jedná o bílou krystalickou látku, hygroskopickou, velmi dobře rozpustnou ve vodě a mírně rozpustnou v ethanolu. Přestože se považuje za iontovou sloučeninu, jeho vazby mají významný kovalentní charakter. Krystalová struktura chloridu kademnatého, složená z dvourozměrných vrstev iontů, je referenční pro popis jiných krystalových struktur. Chlorid kademnatý se vyskytuje také ve formě monohydrátu (CdCl2·H2O) a hemipentahydrátu (CdCl2·2,5H2O nebo 2CdCl2·5H2O).

## Struktura
Chlorid kademnatý tvoří krystaly s romboedrální symetrií. Jodid kademnatý (CdI2) má krystalovou strukturu velmi podobnou. Jednotlivé vrstvy v těchto dvou strukturách jsou identické, avšak v CdCl2 jsou chloridové ionty rozmístěny v těsně uspořádané krychlové mřížce (CCP), zatímco v CdI2 v mřížce těsně uspořádané šesterečné (HCP).

## Chemické vlastnosti
Chlorid kademnatý se dobře rozpouští ve vodě a dalších polárních rozpouštědlech. Ve vodě je vysoká rozpustnost dána částečně tvorbou komplexních iontů, například [CdCl4]2−. Díky tomuto chování je CdCl2 slabou Lewisovou kyselinou.
CdCl2 + 2 Cl− → [CdCl4]2−
Pomocí velkých kationtů lze izolovat trigonálně bipyramidální iont [CdCl5]3−.

## Příprava
Bezvodý chlorid kademnatý lze připravit působením bezvodého chloru nebo chlorovodíku na zahřáté kovové kadmium:
Cd + 2 HCl → CdCl2 + H2
Pomocí kyseliny chlorovodíkové lze získat hydratovaný CdCl2, a to z kadmia nebo oxidu či uhličitanu kademnatého.

## Použití
Chlorid kademnatý lze využít pro přípravu sulfidu kademnatého, používaného jako kadmiová žluť, což je ostře žlutý stabilní anorganický pigment:
CdCl2 + H2S → CdS + 2 HCl
V laboratoři se bezvodý CdCl2 používá pro přípravu organokademnatých sloučenin typu R2Cd, kde R je aryl nebo primární alkyl. Dříve se takto syntetizovaly ketony z acylchloridů:
CdCl2 + 2 RMgX → R2Cd + MgCl2 + MgX2
R2Cd + R'COCl → R'COR + CdCl2
Taková reagencia byla z většiny vytlačena organickými sloučeninami mědi, které jsou mnohem méně toxické.
Chlorid kademnatý se používá také pro fotokopírování, barvení a galvanické pokovování.

## Toxicita
Chlorid kademnatý je stejně jako další sloučeniny kadmia velmi toxický, karcinogenní (způsobuje rakovinu), mutagenní (poškozuje DNA - genetickou informaci) a teratogenní (poškozuje plod v těle matky). IARC ho řadí do skupiny 1, tedy „prokázaný karcinogen pro člověka“.